# 도바시
도바시(일본어: 鳥羽市)는 일본 미에현 시마반도 중부에서 북동부에 있는 시이다.

## 지리
시 전체가 이세시마 국립공원 내의 시마반도에 속하고 서쪽은 이세시, 남쪽은 시마시와 접하며 그외에는 해안선이다. 해안은 리아스식 해안으로 온난한 기후를 가진다. 또 아쓰미반도에 위치하는 아이치현 다하라시를 이라고 수도를 사이에 두고 마주보고 있고 이세만 페리로 연결된다. 도바의 가미시마섬은 다하라의 이라고곶에서 거리가 가까워 도바, 다하라 쌍방으로 배편을 통해 연결되고 있다.

## 인구
| 연도 | 인구   | ±%     |
| ---- | ------ | ------ |
| 1920 | 24,640 | —      |
| 1930 | 23,632 | −4.1%  |
| 1940 | 24,488 | +3.6%  |
| 1950 | 30,222 | +23.4% |
| 1960 | 30,521 | +1.0%  |
| 1970 | 29,462 | −3.5%  |
| 1980 | 28,812 | −2.2%  |
| 1990 | 27,320 | −5.2%  |
| 2000 | 24,945 | −8.7%  |
| 2010 | 21,413 | −14.2% |

## 기후
| 도바시의 기후                                                | 도바시의 기후 | 도바시의 기후 | 도바시의 기후 | 도바시의 기후 | 도바시의 기후 | 도바시의 기후 | 도바시의 기후 | 도바시의 기후 | 도바시의 기후 | 도바시의 기후 | 도바시의 기후 | 도바시의 기후 | 도바시의 기후   |
| 월                                                           | 1월           | 2월           | 3월           | 4월           | 5월           | 6월           | 7월           | 8월           | 9월           | 10월          | 11월          | 12월          | 연간            |
| ------------------------------------------------------------ | ------------- | ------------- | ------------- | ------------- | ------------- | ------------- | ------------- | ------------- | ------------- | ------------- | ------------- | ------------- | --------------- |
| 역대 최고 기온 °C (°F)                                       | 18.2 (64.8)   | 21.4 (70.5)   | 24.1 (75.4)   | 28.7 (83.7)   | 32.6 (90.7)   | 35.2 (95.4)   | 37.0 (98.6)   | 38.3 (100.9)  | 36.6 (97.9)   | 30.4 (86.7)   | 25.6 (78.1)   | 24.5 (76.1)   | 38.3 (100.9)    |
| 일평균 최고 기온 °C (°F)                                     | 8.9 (48.0)    | 9.5 (49.1)    | 13.2 (55.8)   | 18.6 (65.5)   | 23.0 (73.4)   | 25.9 (78.6)   | 30.0 (86.0)   | 31.2 (88.2)   | 27.4 (81.3)   | 21.9 (71.4)   | 16.5 (61.7)   | 11.4 (52.5)   | 19.8 (67.6)     |
| 일일 평균 기온 °C (°F)                                       | 5.2 (41.4)    | 5.5 (41.9)    | 8.6 (47.5)    | 13.7 (56.7)   | 18.2 (64.8)   | 21.7 (71.1)   | 25.8 (78.4)   | 26.9 (80.4)   | 23.5 (74.3)   | 18.1 (64.6)   | 12.6 (54.7)   | 7.6 (45.7)    | 15.6 (60.1)     |
| 일평균 최저 기온 °C (°F)                                     | 1.6 (34.9)    | 1.7 (35.1)    | 4.3 (39.7)    | 9.0 (48.2)    | 13.7 (56.7)   | 18.2 (64.8)   | 22.5 (72.5)   | 23.5 (74.3)   | 20.3 (68.5)   | 14.6 (58.3)   | 8.7 (47.7)    | 3.7 (38.7)    | 11.8 (53.3)     |
| 역대 최저 기온 °C (°F)                                       | −5.2 (22.6)   | −4.9 (23.2)   | −2.9 (26.8)   | −0.2 (31.6)   | 5.5 (41.9)    | 11.4 (52.5)   | 15.6 (60.1)   | 17.4 (63.3)   | 12.4 (54.3)   | 5.8 (42.4)    | −0.5 (31.1)   | −3.4 (25.9)   | −5.2 (22.6)     |
| 평균 강수량 mm (인치)                                        | 82.4 (3.24)   | 90.2 (3.55)   | 174.3 (6.86)  | 212.2 (8.35)  | 256.3 (10.09) | 264.3 (10.41) | 204.6 (8.06)  | 187.0 (7.36)  | 399.0 (15.71) | 330.1 (13.00) | 141.9 (5.59)  | 86.4 (3.40)   | 2,428.5 (95.61) |
| 평균 강수일수 (≥ 1.0 mm)                                     | 5.6           | 6.2           | 9.9           | 10.0          | 10.9          | 13.1          | 11.6          | 8.9           | 12.6          | 11.1          | 6.9           | 5.9           | 112.7           |
| 평균 월간 일조시간                                           | 180.6         | 167.6         | 191.4         | 194.9         | 199.4         | 148.9         | 182.9         | 215.6         | 152.1         | 158.3         | 160.2         | 176.9         | 2,128.7         |
| 출처: 일본 기상청 (평년값: 1991년~2020년, 극값: 1977년~현재) |               |               |               |               |               |               |               |               |               |               |               |               |                 |

## 역사
근세 이후 시마국의 정치·경제·문화 중심지이자 도바번의 성시로 발전해 왔다. 메이지 시대 이후 시마 지방의 행정·경제 중심지로 번창했지만 1990년대 행정개혁 이후 그 지위를 이세시에 서서히 빼앗기고 있다.
- 1954년 11월 1일 - 미에현 시마군 도바정을 포함한 1정 7촌이 합병해 도바시가 탄생하였다.
- 1966년 3월 24일 - 미국 캘리포니아주 샌타바버라와 국제자매도시 제휴를 하였다.
- 1977년 11월 15일 - 일본의 국제관광문화도시로 지정되었다.

## 교통

### 철도
- 도카이 여객철도
  - 산구선
    - (← 이세시 마쓰시타역) - 도바역

- 긴키 닛폰 철도
  - 도바선
    - (← 이세시 아사마역) - 이케노우라역 - 도바역

  - 시마선
    - 도바역 - 나카노고역 - 시마아카사키역 - 후나쓰역 - 가모역 - 마쓰오역 - 시라키역 - (시마시 고치역 →)

### 도로
- 국도 제42호선
- 국도 제167호선
- 국도 제259호선 (일본)(일본어판)